# Geuzenveld

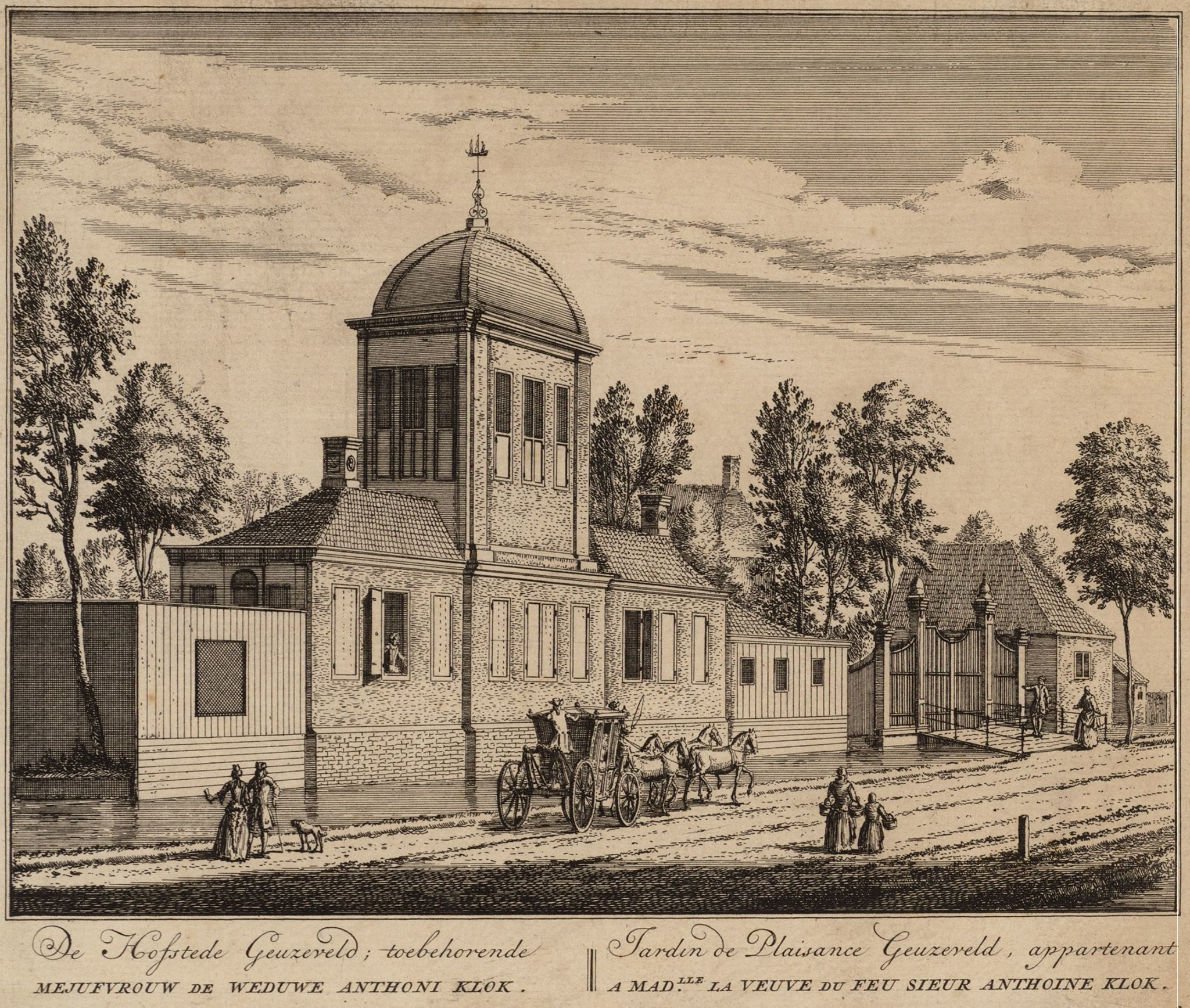
gravure boerenhofstede Geuzeveld (uit archief Amsterdam)

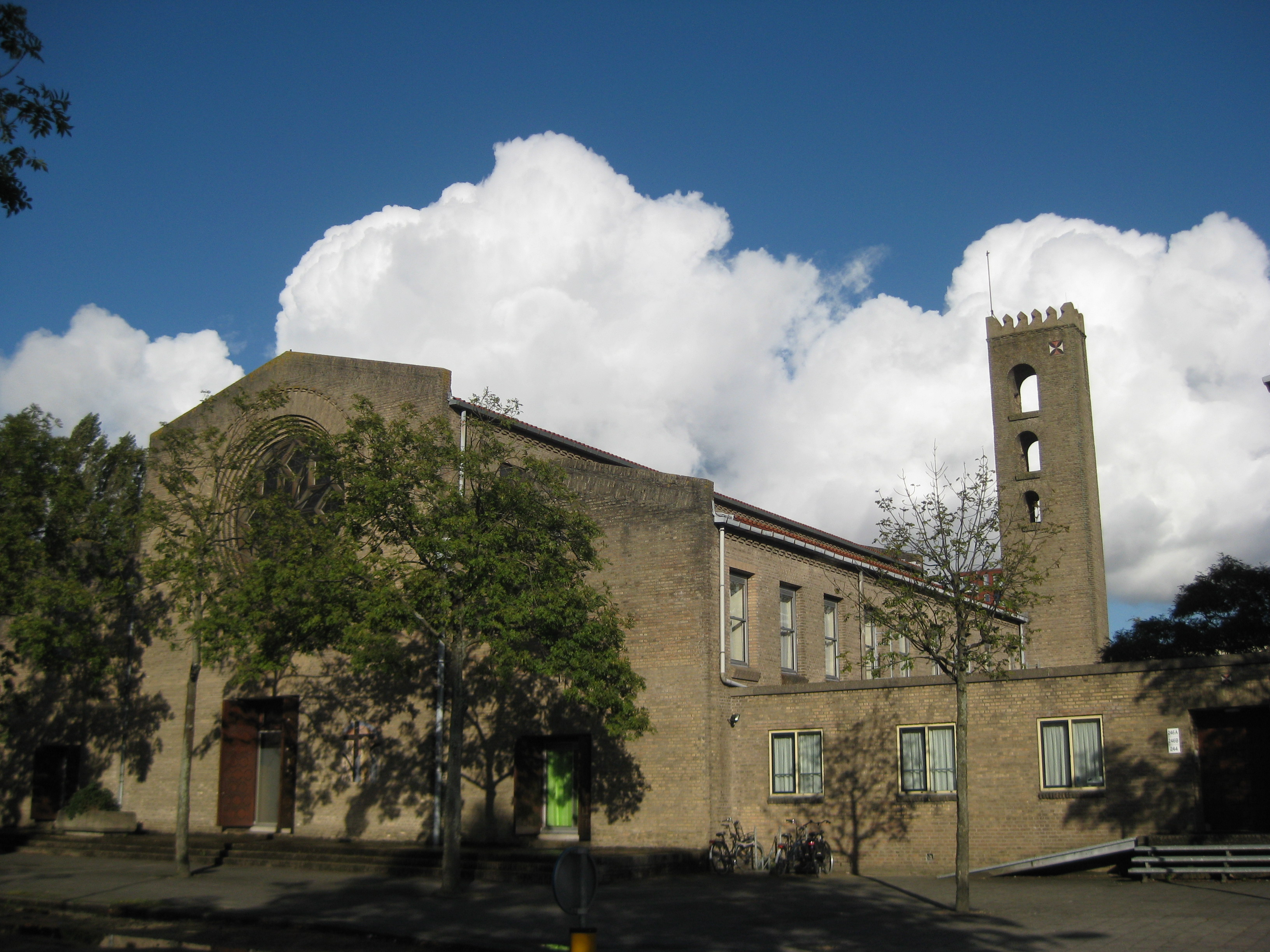
De r.-k. kerk O.L.Vrouw van Zeven Smarten aan de Aalbersestraat in Geuzenveld.

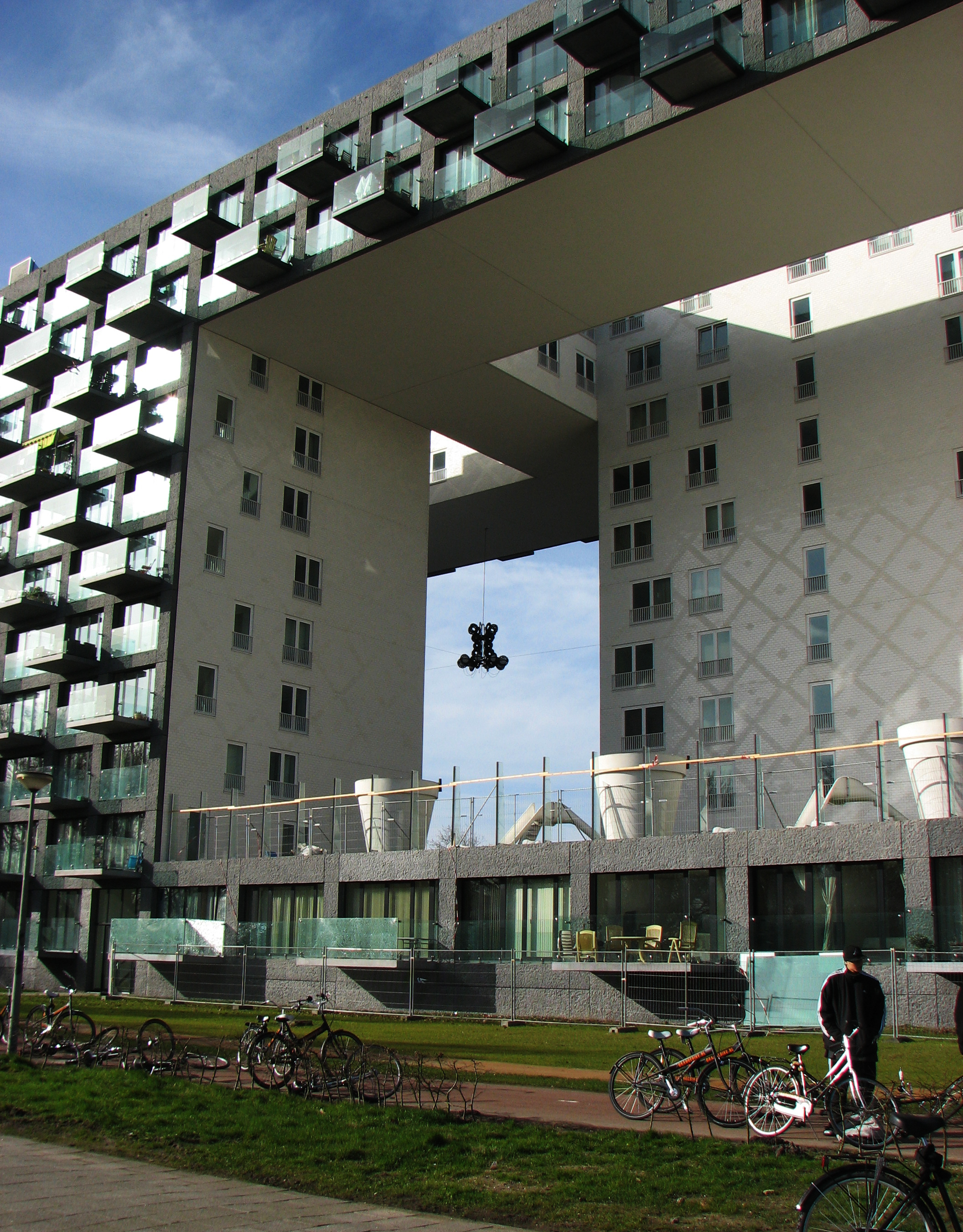
Het Parkrandgebouw bij het Eendrachtspark.

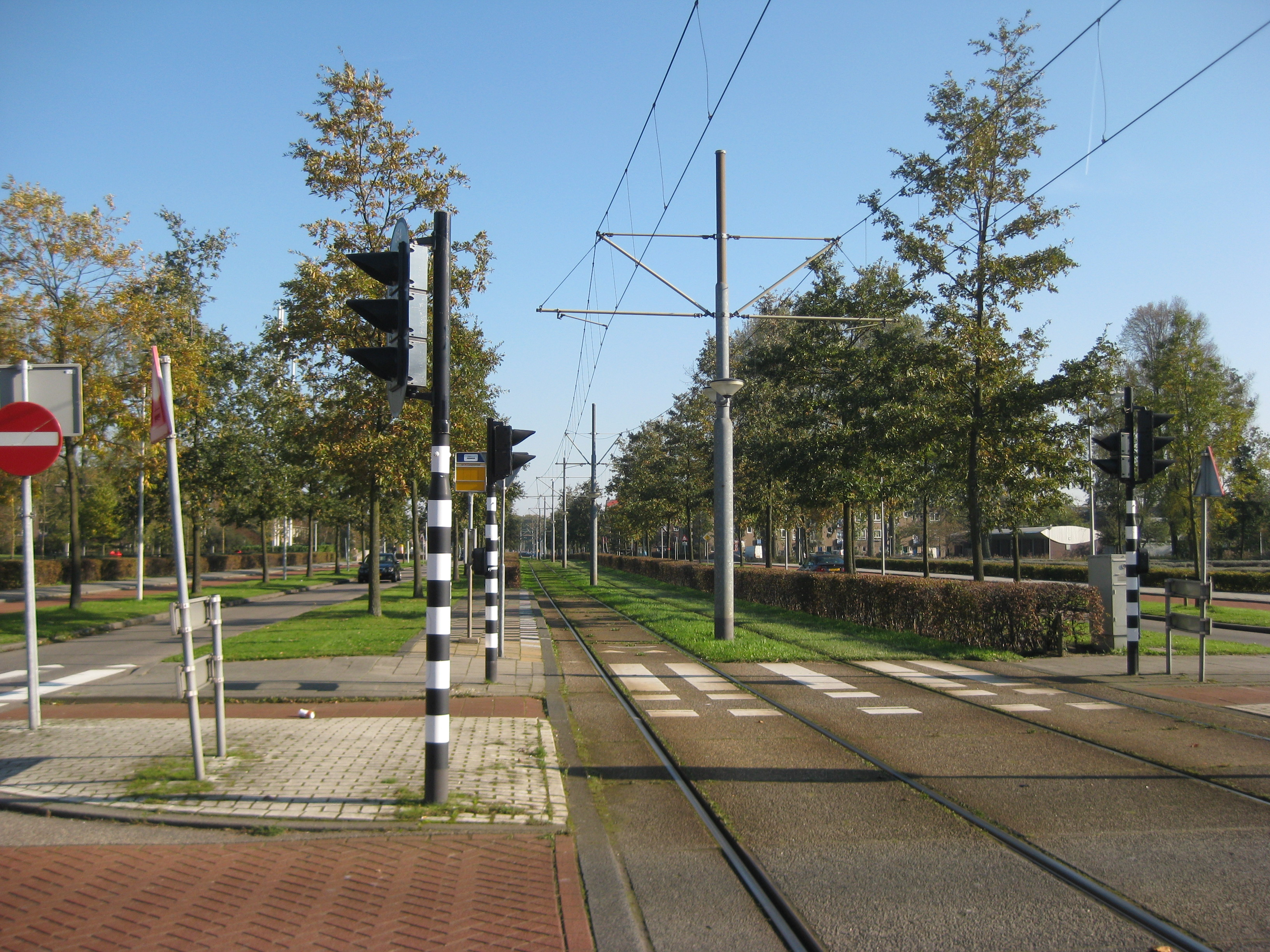
De Burgemeester Röellstraat in Geuzenveld.

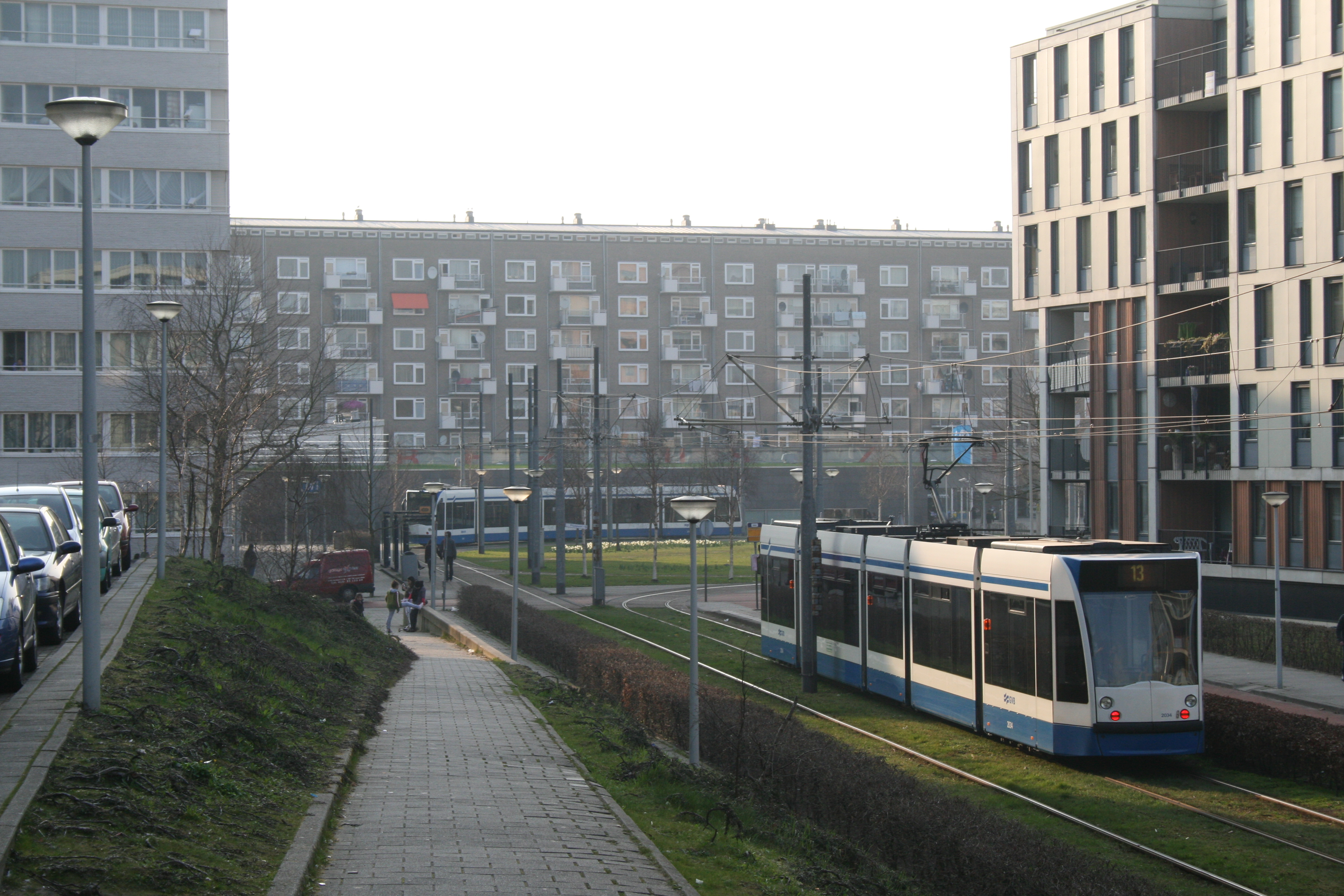
De Burgemeester Röellstraat bij het Lambertus Zijlplein met tramlijn 13.

Geuzenveld (Tuinstad Geuzenveld) is een wijk in de Westelijke Tuinsteden in Amsterdam, in de Nederlandse provincie Noord-Holland. Geuzenveld wordt aan de noordzijde begrensd door de Haarlemmerweg en aan de zuidzijde door Sportpark Ookmeer. De oostelijke begrenzing is het Eendrachtspark en het Geuzeneiland en de westelijke begrenzing De Eendracht. Geuzenveld telt twee parken: het Eendrachtspark en Park de Kuil.
De wijk bestaat uit een mengeling van laagbouw, portieketagebouw en hoogbouw en was eind jaren vijftig afgebouwd. Begin jaren negentig is de wijk aan de westkant uitgebreid met de buurt De Eendracht, op het oostelijk gedeelte van Sportpark De Eendracht.

## Geschiedenis
De naam Geuzenveld is ontleend aan een boerenhofstede met die naam langs de Haarlemmerweg. Volgens de overlevering zouden de geuzen tijdens het beleg van Haarlem in 1573 hier een uitvalsbasis hebben gehad. In de 17e eeuw werd een boerenhofstede gebouwd die deze naam droeg tot omstreeks 1950 toen de zandopspuiting voor de tuinstad begon.
Geuzenveld is tussen 1953 en 1959 gebouwd in zes buurten, elk naar het ontwerp van een andere architect en elk in beheer van een andere woningbouwvereniging. Elke buurt zou een eigen lagere school krijgen zowel een openbare als een katholieke school en de grootte van elke buurt werd daarom bepaald door het aantal huishoudens dat een lagere school kon vullen: 700 tot 800. Een tweetal nog steeds bestaande openbare scholen waren van het type Amsterdamse H-school, waarvan er in totaal negen zijn gebouwd.
Opvallend was de scheiding tussen laagbouwbuurten aan de randen van de wijk en buurten met portiekwoningen en galerijwoningen in het midden van de wijk rondom het centraal gelegen winkelcentrum op het Lambertus Zijlplein. De architecten waren over het algemeen aanhangers van het functionalistische nieuwe bouwen: Jaap Bakema; Bernard Bijvoet; Ben Merkelbach; Cornelis Wegener Sleeswijk en Willem van Tijen. Een uitzondering was misschien Willem Marinus Dudok, wiens ontwerpen door de functionalisten vaak te frivool werden genoemd.
Naast deze zes buurten bouwde Theodorus Johannes Lammers honderd bijzondere woningen voor 'voorwaardelijk maatschappelijke' gezinnen die onder toezicht van een woningopzichteres stonden. Het kleine buurtje werd door de bewoners aangeduid als 'Het Dorp' of 'Het Rode Dorp en door andere Geuzenvelders als 'A-dorp' (waarbij A staat voor asociaal). Dit stigma bleef zeker veertig jaar aan het dorp en de bewoners kleven. Ook verschenen aan de uiterste rand in de van Tijenbuurt een aantal atelierwoningen voor kunstenaars.
In 1955 konden de eerste woningen in gebruik genomen worden. In Geuzenveld zijn straten vernoemd naar onder andere geuzen uit de 16e eeuw, naar staatslieden uit de 20e eeuw en naar architecten uit de 19e en 20e eeuw.
Sinds januari 1956 verzorgt bus 21 de verbinding met de wijk. In 1960 volgde bus 19 tot 2021 lijn 69 en in 1981 bus 68, in 2012 vervangen door bus 61.
De wijk had de eerste jaren een tramverbinding met het centrum met een halte langs de tramlijn Amsterdam - Zandvoort aan de Groeneweg, later de Abraham Kuyperlaan. Op 1 september 1957 werd de tramlijn vervangen door een busdienst. Sinds oktober 1974 heeft Geuzenveld wederom een tramverbinding, toen tramlijn 13 werd verlengd naar het Lambertus Zijlplein.
Na de instelling van de stadsdelen was de wijk van 1990 tot 2010 onderdeel van Geuzenveld-Slotermeer. Tegenwoordig maakt deze deel uit van het stadsdeel Nieuw-West.

## Stedelijke vernieuwing
In 1996 is begonnen met de stedelijke vernieuwing van Geuzenveld. Het eerste project was de Geuzenbaan, een verdichting op het voormalige tracé van de Abraham Kuyperlaan en een deel van de Burgemeester Röellstraat. Hiervoor is tramlijn 13 in 2001 verlegd en het zandlichaam van de verhoogde wegen afgegraven. In 2000 is in Buurt 9 begonnen met de sloop van bestaande woningen en scholen die plaats moeten maken voor nieuwe woningen en scholen. Buurt 9 was (net als het Zuidwestkwadrant in Osdorp) een pilot voor de grote stedelijke vernieuwingsoperatie die door Bureau Parkstad zou worden opgezet. Daarna volgden vanaf 2003 de vernieuwing van de Bakemabuurt, de Van Tijenbuurt en de Dudokbuurt. De naamgeving van deze drie buurten refereert aan de oorspronkelijke architecten die de buurten in de jaren vijftig ontwierpen en werden voor het eerst zo genoemd in het Vernieuwingsplan Geuzenveld-Zuid dat door Stadsdeel Geuzenveld-Slotermeer is opgesteld.
In de Bakemabuurt is een deel van de portieketageflats gesloopt en zijn de karakteristieke maisonetteblokken zorgvuldig gerenoveerd door Alenca Mulder. De nieuwbouw is van Marianne Loof (toren de Zilverling) en Margreet Duinker (laagbouw, appartementen en basisschool Timotheus). In de Dudokbuurt zijn de Dudokhaken ingrijpend gerenoveerd door Van Schagen Architecten, maar met veel respect voor de oorspronkelijke kwaliteit van de gebouwen. Dit project heeft de Geurt Brinkgreve Bokaal 2010 gewonnen.
In de van Tijenbuurt werden van de 18 portieketageflats 12 gesloopt tussen 2006 en 2008 en door nieuwbouw vervangen waarbij een deel van de nieuwbouw pas later werd gerealiseerd. De laagbouwwoningen en de woonwerkwoningen zijn ontworpen door Architectenbureau Barth. De houten vier-onder-één-kap-woningen zijn ontworpen door BuroBEB. De markante toren op de hoek van buurt is van Liesbeth van der Poll. Bijzonder zijn de negen zelfbouwkavels langs de Troelstralaan. Dit is het eerste experiment met Particulier opdrachtgeverschap in de Westelijke Tuinsteden. De resterende 6 portiekflats aan de Nolensstraat werden echter gedeeltelijk opgeknapt omdat de sloop en nieuwbouw daar was uitgesteld. Uiteindelijk ging in 2022 de sloop alsnog van start en kwam er nieuwbouw. 
Geuzenveld kent één gemeentelijk monument: dit zijn de zes atelierwoningen van Van Tijen aan de Van Karnebeekstraat.

## Muziek
Enkele bekende bands uit Geuzenveld zijn Spargo, Fruitcake en Powerplay.